# 森田孟
森田 孟（もりた たけし、1939年9月30日 - ）は、日本の英文学者、歌人、筑波大学名誉教授。
専攻はアメリカ文学。ウィリアム・フォークナー、ナサニエル・ホーソーン、ハーマン・メルヴィル、マーク・トウェインなど。マリアン・ムーア、フレデリック・ゴダード・タッカーマンの詩業を全訳。また、近藤芳美に師事する歌人でもあり、「未来」同人、「双峰会」主宰。

## 略歴
日本統治時代の台湾台北市生まれ。1962年東京教育大学英文科卒、1966年同大学院博士課程中退、大東文化大学講師、名古屋大学教養部助教授、1976年筑波大学助教授、教授、2003年定年退官、名誉教授、成城大学教授。2010年退職。

## 著書
- 『ニューヘイヴン 森田孟歌集』（松柏社） 1978
- 『青い渚 歌集』（六法出版社） 1980
- 『雪解の雲 歌集』（六法出版社） 1982
- 『白銀の葉 歌集』（六法出版社、ほるす歌書） 1992
- 『吹き尖る峰 歌集』（筑波書林） 2001
- 『通奏低音 第六歌集』（筑波書林） 2001
- 『さあれ風が 第七歌集』（櫻明舘出版） 2005

### 共編
- 『アメリカ文学のヒロイン』（岩元巌共編、リーベル出版） 1984
- 『アメリカの小説 - 理論と実践』（岩元巌共編、リーベル出版） 1987

## 翻訳
- 『アイロニー』（D・C・ミカ、研究社出版、文学批評ゼミナール） 1973
- 『批評の方法 3 批評と評価』（スタンレー・ハイマン、大修館書店） 1974
- 『批評の地勢図』（ジョセフ・ヒリス・ミラー、法政大学出版局、叢書・ウニベルシタス） 1999
- 『間テクスト性 文学・文化研究の新展開』（グレアム・アレン、研究社） 2002

## 参考
- J-GLOBAL
- 『文藝年鑑』2010年